# Zadwór (Hutki)
Zadwór – część wsi Hutki w Polsce, położona w województwie lubelskim, w powiecie zamojskim, w gminie Krasnobród.
W latach 1975–1998 Zadwór administracyjnie należał do województwa zamojskiego.
Nazwa pochodzi od położenia tej części wsi "za dworem" który miał być zlokalizowany w pobliżu istniejącego obecnie gospodarstwa agroturystycznego „Pod Figurą”. Na terenie tego przysiółka od początku lat osiemdziesiątych do dziś powstało wiele domków letniskowych.